# Maria I del Portogallo
Maria I di Braganza, nome completo Maria Francisca Isabel Josefa Antónia Gertrudes Rita Joana de Bragança, detta la Pia (in Portogallo) o la Matta (in Brasile) (Lisbona, 17 dicembre 1734 – Rio de Janeiro, 20 marzo 1816), fu regina di Portogallo e dell'Algarve dal 1777 al 1816 e del Regno Unito di Portogallo, Brasile e Algarve dal 1815 al 1816. Fu una delle due sovrane regnanti della storia portoghese: l'altra fu la nipote Maria II.

## Biografia

### Infanzia
Era la primogenita del re del Portogallo Giuseppe I del Portogallo, e di sua moglie, Marianna Vittoria di Borbone-Spagna. Suo padre era il figlio maggiore sopravvissuto del re Giovanni V del Portogallo e di sua moglie Maria Anna d'Austria. Sua madre era la figlia maggiore di Filippo V di Spagna e della sua seconda moglie Elisabetta Farnese. Il re Giovanni V la nominò Principessa di Beira il giorno della sua nascita.
Il nonno di Maria morì il 31 luglio 1750. Suo padre come Giuseppe I. Essendo la primogenita, Maria divenne la sua presunta erede e ricevette i titoli tradizionali di principessa del Brasile e duchessa di Braganza.

### Influenza del Marchese di Pombal
Il governo di Giuseppe I era completamente dominato da Sebastião José de Carvalho e Melo, primo marchese di Pombal. Il marchese di Pombal si assicurò il controllo del governo dopo il terremoto di Lisbona del 1755, in cui persero la vita circa 100.000 persone. Anche il Palazzo della Ribeira, palazzo dove Maria nacque, fu distrutto dal terremoto.
Dopo il terremoto, Giuseppe I era spesso a disagio al pensiero di stare in spazi chiusi, e in seguito sperimentò la claustrofobia. Il re fece costruire un palazzo ad Ajuda, lontano dal centro della città. Questo palazzo divenne noto come Real Barraca de Ajuda (capanna reale ad Ajuda) perché era fatto di legno. La famiglia trascorse molto tempo nel grande palazzo. Nel 1794 il palazzo fu raso al suolo e al suo posto fu costruito il Palazzo di Ajuda.

## Matrimonio

Maria I con lo zio e marito Pietro III

Il 6 giugno 1760 Maria sposò il fratello minore del padre, lo zio Pietro (1717–1786), duca di Beja. Maria e Pietro ebbero sei figli:
- Giuseppe (20 agosto 1761-11 settembre 1788), sposò sua zia Maria Francesca Benedetta di Braganza, non ebbero figli;
- Giovanni Francesco di Braganza (16 settembre 1763-10 ottobre 1763);
- Giovanni VI del Portogallo (13 maggio 1767-10 marzo 1826), sposò Carlotta Gioacchina di Borbone-Spagna, ebbero nove figli;
- Maria Anna Vittoria (15 dicembre 1768-2 novembre 1788), sposò Gabriele di Borbone-Spagna, ebbero tre figli;
- Maria Clementina di Braganza (9 giugno 1774-27 giugno 1776);
- Maria Isabella di Braganza (12 dicembre 1776- 14 gennaio 1777).

## Regno
Giuseppe I morì il 24 febbraio 1777. Sua figlia, Maria, divenne quindi la prima regina regnante del Portogallo. Con l'ascesa di Maria, suo marito divenne re nominale come Pietro III, ma l'effettiva autorità regale era conferita esclusivamente a Maria, poiché era l'erede diretto della corona. Inoltre, poiché la regalità di Pietro era solo jure uxoris, il suo regno sarebbe cessato in caso di morte di Maria e la corona sarebbe passata ai discendenti di Maria. Tuttavia, Pietro morì prima di sua moglie nel 1786. Maria è stata considerata una buona sovrana nel periodo precedente alla sua follia. Il suo primo atto da regina fu quello di destituire il popolare segretario di stato del regno, il marchese di Pombal, che aveva spezzato il potere dell'aristocrazia reazionaria attraverso l'affare Távora, in parte a causa delle sue politiche illuministiche e antigesuitiche. Eventi degni di nota di questo periodo includono l'adesione del Portogallo alla Lega della neutralità armata (luglio 1782) e la cessione nel 1781 della Baia di Delagoa dall'Austria al Portogallo. Tuttavia, la regina aveva una mania religiosa e malinconia e questo avrebbe messo a dura prova la sua salute. Questa malattia mentale acuta (dovuta forse alla porfiria) la rese incapace di occuparsi degli affari di stato dopo il 1792.
Il 5 gennaio 1785 la regina emanò una carta che imponeva pesanti restrizioni all'attività industriale in Brasile; come, ad esempio, proibì la fabbricazione di tessuti e altri prodotti, estinguendo nella colonia tutte le manifatture tessili, eccetto l'industria della tela grezza per l'uso degli schiavi e dei lavoratori, in quanto l'amministrazione coloniale portoghese non vedeva di buon occhio lo sviluppo delle attività industriali nel paese per paura dell'indipendenza economica e, forse, politica. Durante il suo regno, nel 1789 ebbe luogo il processo, la condanna e l'esecuzione del guardiamarina Joaquim José da Silva Xavier.

### Deterioramento mentale
La follia di Maria fu notata ufficialmente per la prima volta nel 1786, quando dovette essere riportata nei suoi appartamenti in stato di delirio. In seguito, lo stato mentale della regina peggiorò sempre di più. Il 25 maggio 1786 morì suo marito; Maria era devastata e proibì qualsiasi intrattenimento di corte. Secondo un resoconto contemporaneo, le feste di stato iniziarono ad assomigliare a cerimonie religiose. Il figlio maggiore ed erede della regina, il principe Giuseppe, morì di vaiolo all'età di 27 anni l'11 settembre 1788, e il suo confessore Inácio de São Caetano, arcivescovo titolare di Salonicco, morì nel novembre dello stesso anno. Queste morti potrebbero aver portato la regina Maria a sviluppare un grave disturbo depressivo. Un'altra potenziale causa era la sua ascendenza incestuosa; ciò è confermato dal fatto che due delle sue sorelle hanno avuto condizioni simili.
Nel febbraio 1792, Maria fu ritenuta pazza e fu curata da Francis Willis, lo stesso medico che assisteva Giorgio III. Willis voleva portarla in Inghilterra, ma il piano fu rifiutato dalla corte portoghese. Willis considerava la regina incurabile. Il secondo figlio di Maria, Giovanni, ora Principe del Brasile, assunse il governo in suo nome, anche se assunse il titolo di Principe Reggente solo nel 1799. Quando la Real Barraca de Ajuda bruciò nel 1794, la corte fu costretta a trasferirsi a Queluz, dove la regina malata giaceva nei suoi appartamenti tutto il giorno. I visitatori si lamentavano di terribili urla che riecheggiavano in tutto il palazzo.

### Guerre napoleoniche

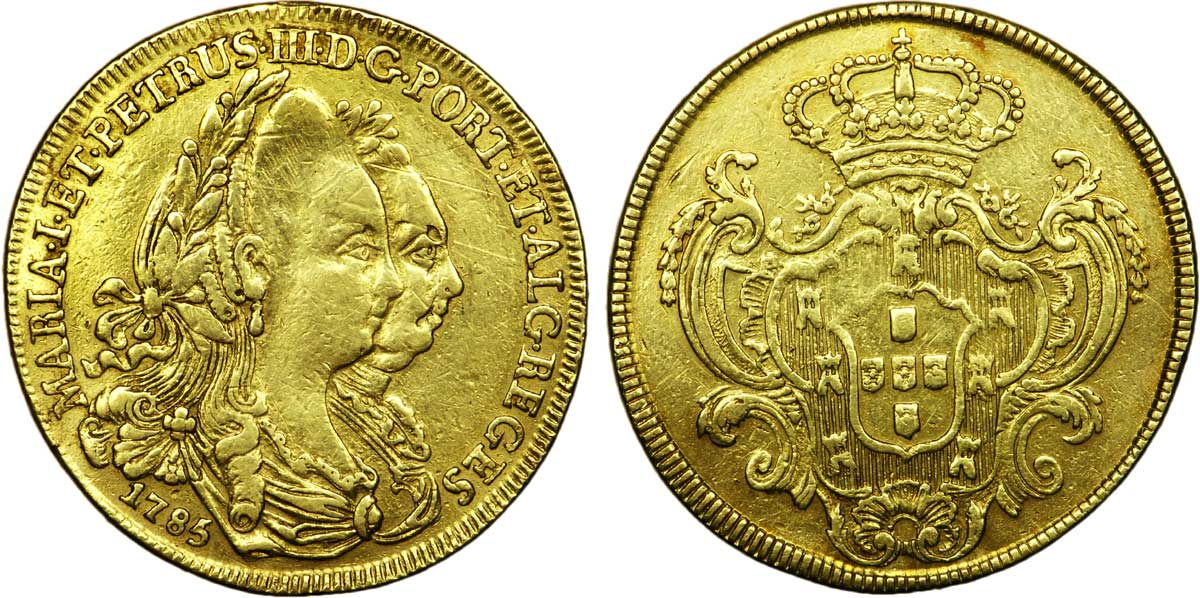
Moneta con i profili della regina Maria I e di Pietro III

Nel 1801 il primo ministro spagnolo Manuel Godoy inviò un esercito per invadere il Portogallo con il sostegno di Napoleone, provocando la guerra delle arance. Il 29 settembre 1801 il principe Giovanni firmò il Trattato di Madrid, cedendo metà della Guyana portoghese alla Francia, che divenne la Guyana francese.
Il rifiuto del governo portoghese di aderire al blocco continentale contro la Gran Bretagna, sponsorizzato dalla Francia, culminò nell'invasione franco-spagnola del Portogallo della fine del 1807 guidata dal generale Jean-Andoche Junot. L'ultimo piano napoleonico per il Portogallo era quello di dividerlo in tre sezioni. Le parti settentrionali del Portogallo, dal Douro al Minho, sarebbero diventate il Regno della Lusitania settentrionale, e il suo trono fu promesso al re Luigi II d'Etruria . La provincia dell'Alentejo e il Regno dell'Algarve sarebbero stati fusi per formare il Principato dell'Algarve, di cui Manuel Godoy sarebbe stato sovrano. La restante parte del Portogallo sarebbe stata governata direttamente dalla Francia.

### Trasferimento in Brasile
Su sollecitazione del governo britannico, l'intera Casa di Braganza decise di fuggire il 29 novembre 1807 per istituire un governo in esilio nel vicereame portoghese del Brasile. Insieme alla famiglia reale, Maria fu trasportata a bordo della caracca Príncipe Real. Durante il suo spostamento dal palazzo reale al molo è stata sentita urlare per tutto il viaggio, in mezzo alla folla e in carrozza. La demenza della regina era così grande che temeva di essere torturata o derubata durante il suo trasferimento dai suoi servi.
Nel gennaio 1808 il principe reggente e la sua corte arrivarono a Salvador da Bahia. Sotto la pressione dell'aristocrazia locale e degli inglesi, il principe reggente firmò dopo il suo arrivo un regolamento commerciale che apriva il commercio tra il Brasile e le nazioni amiche, che in questo caso rappresentavano soprattutto gli interessi della Gran Bretagna. Questa legge ruppe un importante patto coloniale che in precedenza aveva permesso al Brasile di intrattenere relazioni commerciali dirette solo con il Portogallo.
Il 1 agosto 1808 il generale britannico Arthur Wellesley sbarcò a Lisbona con un esercito britannico per iniziare la guerra peninsulare. L'impatto della vittoria iniziale di Wellesley su Junot nella battaglia di Vimeiro (21 agosto 1808) fu spazzato via dai suoi superiori nella Convenzione di Sintra (30 agosto 1808), che permise alle truppe francesi sconfitte di evacuare pacificamente dal Portogallo.
Wellesley (diventato Lord Wellington) ritornò in Portogallo il 22 aprile 1809 per ricominciare la campagna. Le forze portoghesi sotto il comando britannico si distinsero nella difesa delle linee di Torres Vedras (1809-1810) e nelle successive invasioni spagnole e francesi. Nel 1815 il governo del principe Giovanni elevò il Brasile allo status di regno e Maria fu proclamata regina del Regno Unito di Portogallo, Brasile e Algarve. Quando Napoleone fu finalmente sconfitto nel 1815, Maria e la sua famiglia rimasero in Brasile.

## Morte

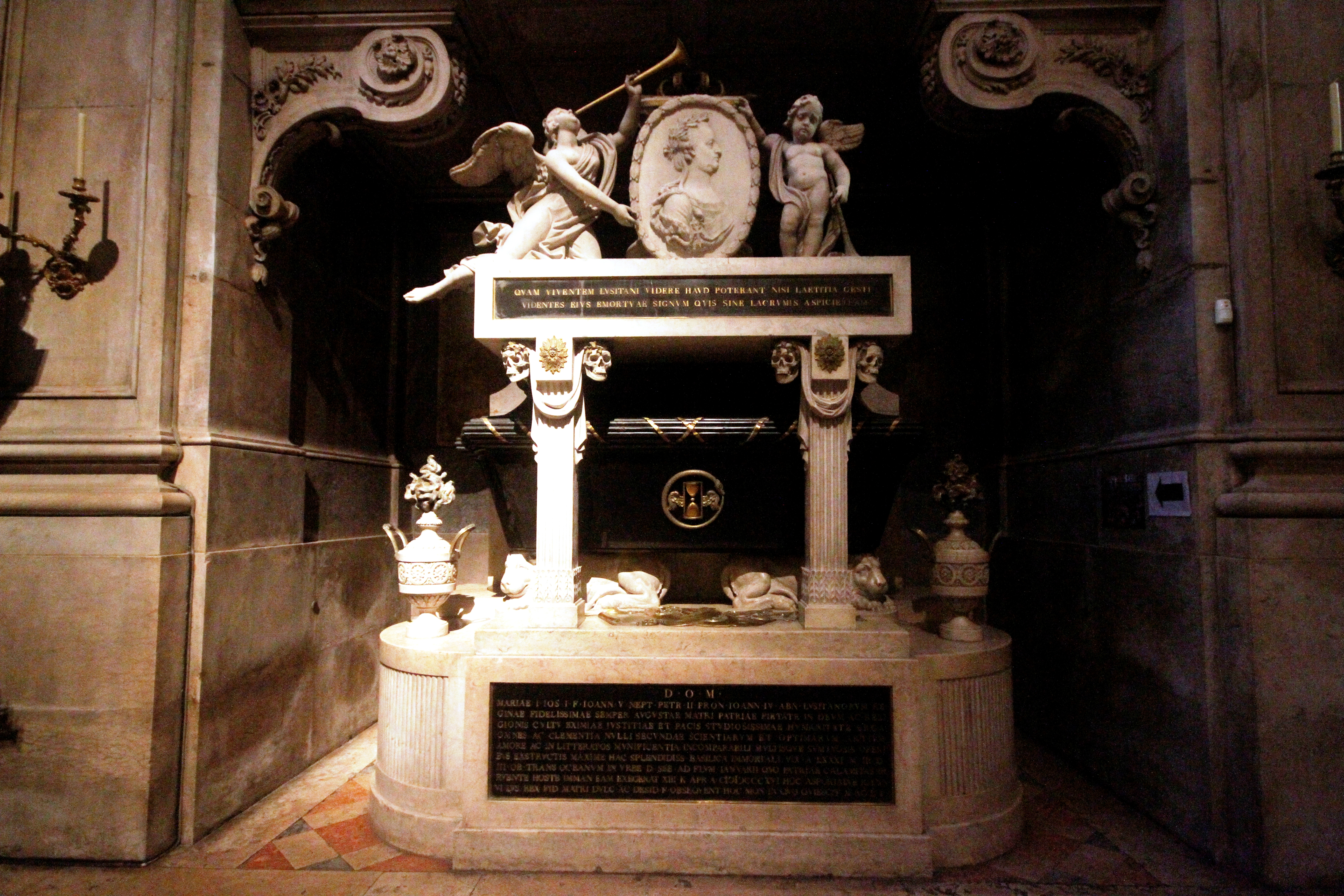
Tomba di Maria I (basilica di Estrela, Lisbona)

Maria ha vissuto in Brasile per un totale di otto anni, sempre in uno stato di inabilitazione. Nel 1816 morì nel convento del Carmo a Rio de Janeiro all'età di 81 anni. Dopo la sua morte, il principe reggente fu acclamato come re Giovanni VI. Nel 1821, La salma della sovrana fu portata a Lisbona e tumulata nella Basilica da Estrela, che aveva contribuito a fondare.
Maria è una figura molto ammirata sia in Brasile che in Portogallo a causa degli enormi cambiamenti ed eventi che hanno avuto luogo durante il suo regno. In Portogallo, è celebrata come una forte figura femminile. La sua eredità risplende nel Palazzo Queluz, un capolavoro barocco-rococò che ha contribuito a concepire. Una sua grande statua si trova di fronte al palazzo e una pousada vicino al palazzo è chiamata in suo onore. Una grande statua in marmo della regina fu eretta presso la Biblioteca Nazionale Portoghese di Lisbona dagli studenti di Joaquim Machado de Castro.
In Brasile, Maria è ammirata come una figura chiave nell'eventuale indipendenza del Brasile. Fu durante il suo regno, anche se attraverso il governo della reggenza di suo figlio, che furono create molte delle istituzioni e organizzazioni nazionali in Brasile. Queste istituzioni furono i precursori dei loro equivalenti moderni e concessero un ampio grado di potere ai coloniali brasiliani. Sebbene sia spesso chiamata A Louca (la pazza) in Brasile, gli storici brasiliani e portoghesi la tengono in grande considerazione.

## Ascendenza
|                                     |                        |                                    | Genitori                            |  |  | Nonni |  |  | Bisnonni                 |  |  | Trisnonni                  |  |
|                                     |                        |                                    |                                     |  |  |       |  |  | Pietro II del Portogallo |  |  | Giovanni IV del Portogallo |  |
|                                     |                        |                                    |                                     |  |  |       |  |  | Pietro II del Portogallo |  |  | Giovanni IV del Portogallo |  |
|                                     |                        | Luisa di Guzmán                    |                                     |  |  |       |  |  | Pietro II del Portogallo |  |  |                            |  |
| Giovanni V del Portogallo           |                        |                                    |                                     |  |  |       |  |  | Pietro II del Portogallo |  |  |                            |  |
|                                     |                        | Maria Sofia del Palatinato-Neuburg | Filippo Guglielmo del Palatinato    |  |  |       |  |  |                          |  |  |                            |  |
|                                     |                        | Maria Sofia del Palatinato-Neuburg | Filippo Guglielmo del Palatinato    |  |  |       |  |  |                          |  |  |                            |  |
|                                     |                        | Maria Sofia del Palatinato-Neuburg | Elisabetta Amalia d'Assia-Darmstadt |  |  |       |  |  |                          |  |  |                            |  |
| Giuseppe I del Portogallo           |                        | Maria Sofia del Palatinato-Neuburg |                                     |  |  |       |  |  |                          |  |  |                            |  |
|                                     |                        | Leopoldo I d'Asburgo               | Ferdinando III d'Asburgo            |  |  |       |  |  |                          |  |  |                            |  |
|                                     |                        | Leopoldo I d'Asburgo               | Ferdinando III d'Asburgo            |  |  |       |  |  |                          |  |  |                            |  |
|                                     |                        | Leopoldo I d'Asburgo               | Maria Anna d'Asburgo                |  |  |       |  |  |                          |  |  |                            |  |
| Maria Anna d'Asburgo                |                        | Leopoldo I d'Asburgo               |                                     |  |  |       |  |  |                          |  |  |                            |  |
|                                     |                        | Eleonora del Palatinato-Neuburg    | Filippo Guglielmo del Palatinato    |  |  |       |  |  |                          |  |  |                            |  |
|                                     |                        | Eleonora del Palatinato-Neuburg    | Filippo Guglielmo del Palatinato    |  |  |       |  |  |                          |  |  |                            |  |
|                                     |                        | Eleonora del Palatinato-Neuburg    | Elisabetta Amalia d'Assia-Darmstadt |  |  |       |  |  |                          |  |  |                            |  |
| Maria I del Portogallo              |                        | Eleonora del Palatinato-Neuburg    |                                     |  |  |       |  |  |                          |  |  |                            |  |
|                                     | Luigi, il Gran Delfino | Luigi XIV di Francia               |                                     |  |  |       |  |  |                          |  |  |                            |  |
|                                     | Luigi, il Gran Delfino | Luigi XIV di Francia               |                                     |  |  |       |  |  |                          |  |  |                            |  |
|                                     | Luigi, il Gran Delfino | Maria Teresa d'Asburgo             |                                     |  |  |       |  |  |                          |  |  |                            |  |
| Filippo V di Spagna                 | Luigi, il Gran Delfino |                                    |                                     |  |  |       |  |  |                          |  |  |                            |  |
|                                     |                        | Maria Anna Vittoria di Baviera     | Ferdinando Maria di Baviera         |  |  |       |  |  |                          |  |  |                            |  |
|                                     |                        | Maria Anna Vittoria di Baviera     | Ferdinando Maria di Baviera         |  |  |       |  |  |                          |  |  |                            |  |
|                                     |                        | Maria Anna Vittoria di Baviera     | Enrichetta Adelaide di Savoia       |  |  |       |  |  |                          |  |  |                            |  |
| Marianna Vittoria di Borbone-Spagna |                        | Maria Anna Vittoria di Baviera     |                                     |  |  |       |  |  |                          |  |  |                            |  |
|                                     |                        | Odoardo II Farnese                 | Ranuccio II Farnese                 |  |  |       |  |  |                          |  |  |                            |  |
|                                     |                        | Odoardo II Farnese                 | Ranuccio II Farnese                 |  |  |       |  |  |                          |  |  |                            |  |
|                                     |                        | Odoardo II Farnese                 | Isabella d'Este                     |  |  |       |  |  |                          |  |  |                            |  |
| Elisabetta Farnese                  |                        | Odoardo II Farnese                 |                                     |  |  |       |  |  |                          |  |  |                            |  |
|                                     |                        | Dorotea Sofia di Neuburg           | Filippo Guglielmo del Palatinato    |  |  |       |  |  |                          |  |  |                            |  |
|                                     |                        | Dorotea Sofia di Neuburg           | Filippo Guglielmo del Palatinato    |  |  |       |  |  |                          |  |  |                            |  |
|                                     |                        | Dorotea Sofia di Neuburg           | Elisabetta Amalia d'Assia-Darmstadt |  |  |       |  |  |                          |  |  |                            |  |
|                                     |                        | Dorotea Sofia di Neuburg           |                                     |  |  |       |  |  |                          |  |  |                            |  |